# 御秒奈々
御秒 奈々（ごびょう なな、1985年10月14日 - ）は、日本のタレント、モデル。所属事務所はシンフォニア。

## 来歴
島根県立松江北高等学校・大阪大学工学部卒業。
スカウトされて、2006年デビュー。芸名の「御秒」を思いつくのに5秒かかったことに由来する。島田奈々名でミスマガジン2006セミファイナル出場。生年を1987年、出身地を大阪府としていた。
京都府京都市山科区にある随心院の第3回ミス小野小町コンテストで、ミス小野小町に選ばれている。
2011年4月、オリジナル写真集のPHOちょ+より公式1st写真集がリリースされた。
2012年1月8日放送のフジテレビ系クイズ番組『Quiz Show YOU vs. 7』にて優勝。ブログにアクセスが殺到し、それまで一桁台だったコメント数が500以上に増えた。
2014年から山陰放送の「生たまごBang!」に生たまごファミリーとして不定期出演し、2015年4月15日から2016年3月23日までは同番組のメインMCを務めた。
2015年6月17日に8歳年上の一般人と結婚。2016年8月2日、自身のブログで第1子の妊娠を発表。

## 出演

### 写真集
- 御秒奈々公式1stオリジナル写真集

### 情報・バラエティ
- 天使らんまん（2006年 - 2007年、毎日放送） - お部屋天使
- おはよう朝日です（2007年2月19日 - 2018年11月14日、朝日放送）
- ABCヴィーナスバトル（2007年3月30日、朝日放送）
- ねっとわーくPLUS（2007年 - 2011年、ベイ・コミュニケーションズ）
- 住人十色（毎日放送）
- アサスマ!（サンテレビ）
- ベリータ （2008年 - 2010年、毎日放送） - ベリータガール（シネマ担当）
- 平成教育学院☆放課後（2009年7月4日、BSフジ）
- チュー'sDAYコミックス 侍チュート!（2009年7月21日、12月15日、2010年1月5日、毎日放送・TBS系）
- ビーバップ!ハイヒール（2009年10月1日から準レギュラー出演、ABC）
- サッズ／江原正士がナビゲート XIIIの世界に迫る!!（2009年12月13日、BS11）
- サンデー・ドクター（読売テレビ）
- お笑い記者グランプリ2010（テレビ東京）
- ほっとネット☆ベイコム（2011年 - 、ベイ・コミュニケーションズ）
- 瓶太のあなたの町におじゃまします!（2011年 - 、ベイ・コミュニケーションズ）
- 1年1組 平成教育学院（2011年7月17日、フジテレビ）
- QuizShow YOU vs. 7（2012年1月8日、4月7日、フジテレビ）
- 生たまごBang!（2015年4月15日 - 2016年3月23日、BSS） - メインMC

### ラジオ
- UKビートフライヤー（2007年3月 - 2008年3月　MBSラジオ）
- ゴーJ!（2008年4月 - 11月　MBSラジオ）
- SORA×NIWA梅田（2013.4 - ）

### テレビドラマ
- 雪の手紙（2006年2月、サンテレビ） - 真紀役
- 幻影（2008年5月、ABCテレビ） - 徳本葵役
- 呪報2405 ワタシが死ぬ理由 第7話（2012年8月23日、関西テレビ） - 大濱里香役

### CM
- 京都衛生専門学校（2006年11月 - ）
- 阪急三番街 夏・冬バーゲンCM（2007年7月、2008年1月・7月）
- 小林製薬 ガスピタン（2008年4月 - ）
- JR西日本米子支社「山陰魅力発信特使」（2014年3月18日 - 2015年）[6]  - JR西日本米子支社管内の駅構内CF・TV-CM
- シャミネ（2014年10月 - ）
- 山陰合同銀行（2015年4月 - ）

### モデル
スチール
- Nissen Sexy&Cute（秋号） 表紙モデル
- マイカルSATY 広告モデル
- (映画)「食べて、祈って、恋して」 タイガー魔法瓶タイアップ広告モデル
- 千趣会 『ベルメゾンネット』レギュラーモデル
- H.I.S 『恋旅』　ハワイ版・ベトナム版・プーケット版・オーストラリア版

ショー
- KOBE SALON COLLECTION 03 ステージモデル

### その他
- 大本山随心院『ミス小野小町2007』
- CMサイトナビゲーター
- PHOちょ+御秒奈々オリジナル公式写真集
- 2010年アパマンショップキャンペーンガール - 審査員特別賞
- 堺市フォーラム「緑と堺と人と音」(司会)
- Miss.東京エクセレンス
- 島根県警察本部「御秒奈々さんとみこぴーくんの防犯テキスト」[7]